# 丸木利陽

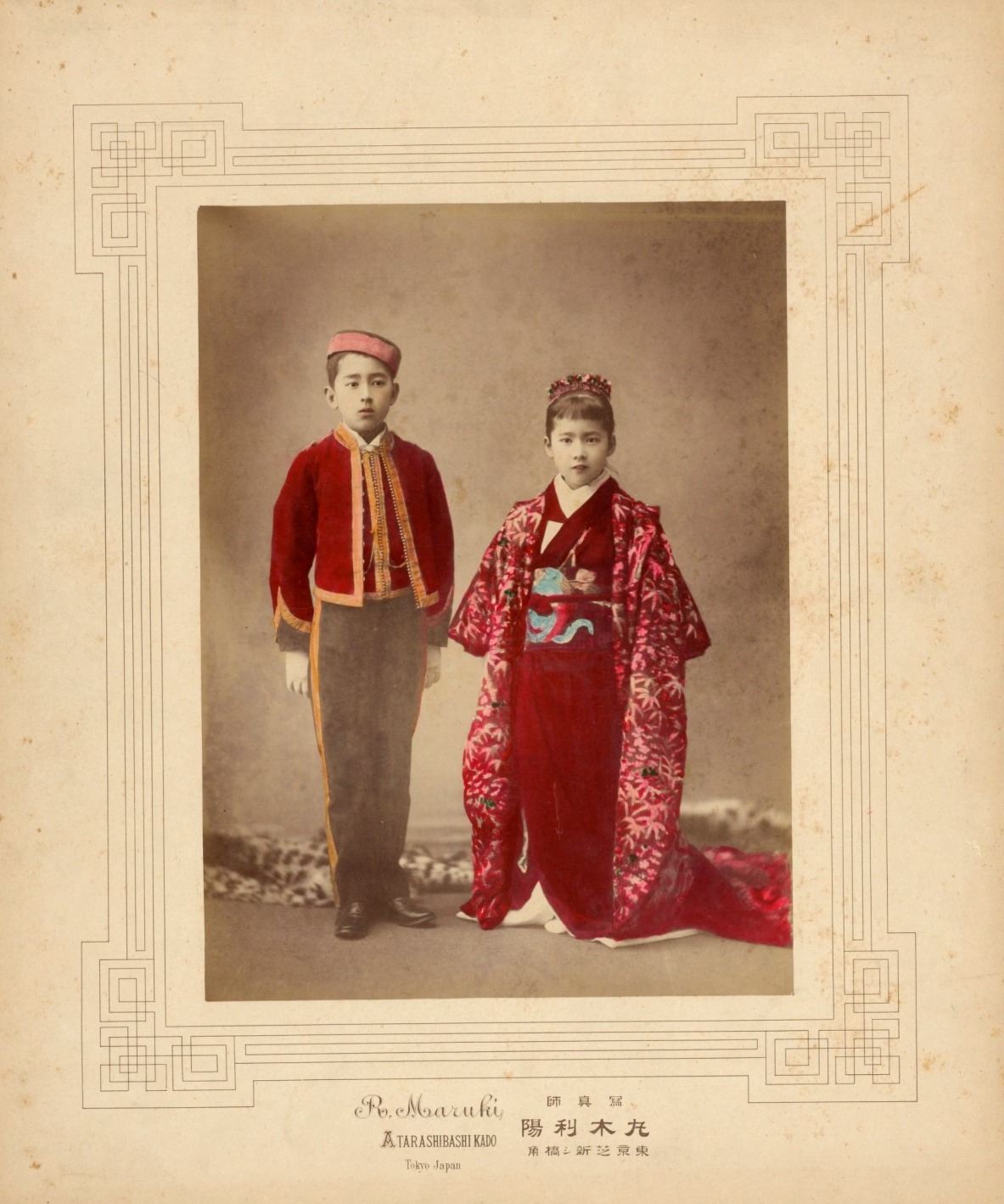
丸木利陽写真館で撮影された日本の子供。フレーム下部に「写真師丸木利陽/東京芝新し橋角」の文字と英文ロゴが見える

丸木 利陽（まるき りよう、1854年5月10日（嘉永7年4月14日） - 1923年（大正12年）1月21日）は、日本の写真家（写真師）。

## 略歴
- 福井城下の生まれ。
- 明治維新後、丸木利平の養子となる。
- 1875年（明治8年）、東京に出て二見朝陽のもとで写真を習う。
- 1880年（明治13年）に写真館を独立開業。
- 1888年（明治21年）、小川一真とともに明治天皇、昭憲皇太后を写真撮影し、のちに2万枚以上を焼き付けたとされる。
- 「丸木式採光法」を発明し、1890年（明治23年）の第3回内国勧業博覧会、1909年（明治42年）の日英博覧会にも出品した。
- 小川一真、黒田清輝とともに帝室技芸員として大正天皇も撮影。
- 東京写真業組合の組合長も務めた。

## 豪壮な丸木写真館
はじめ相馬邸内に開業。1889年（明治22年）、議事堂建設にともない新シ橋外に移転。新築した。

## 作品

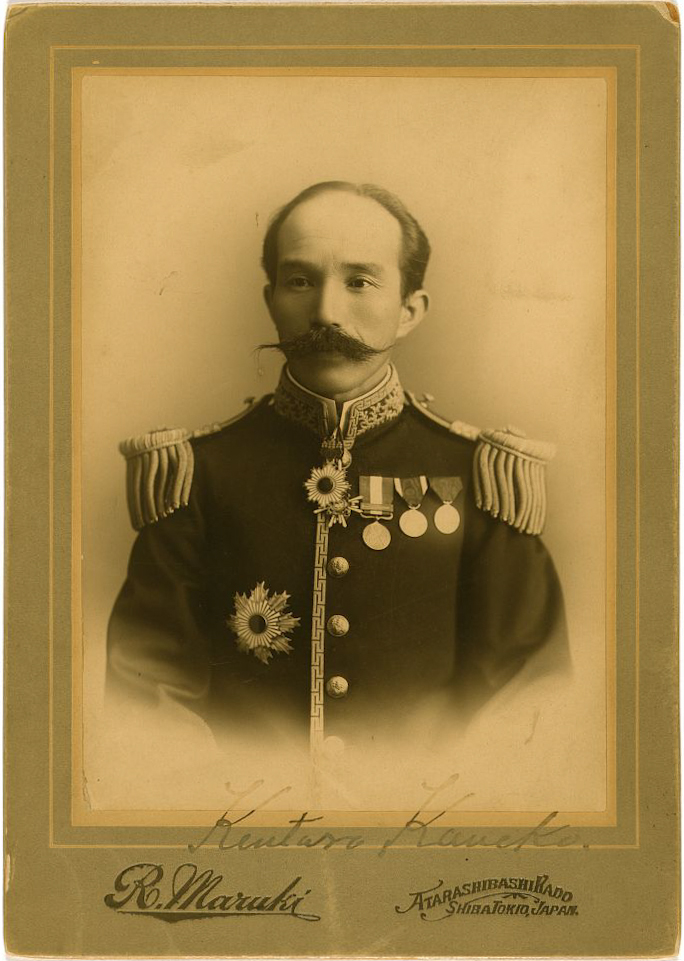
金子堅太郎（1905年頃）
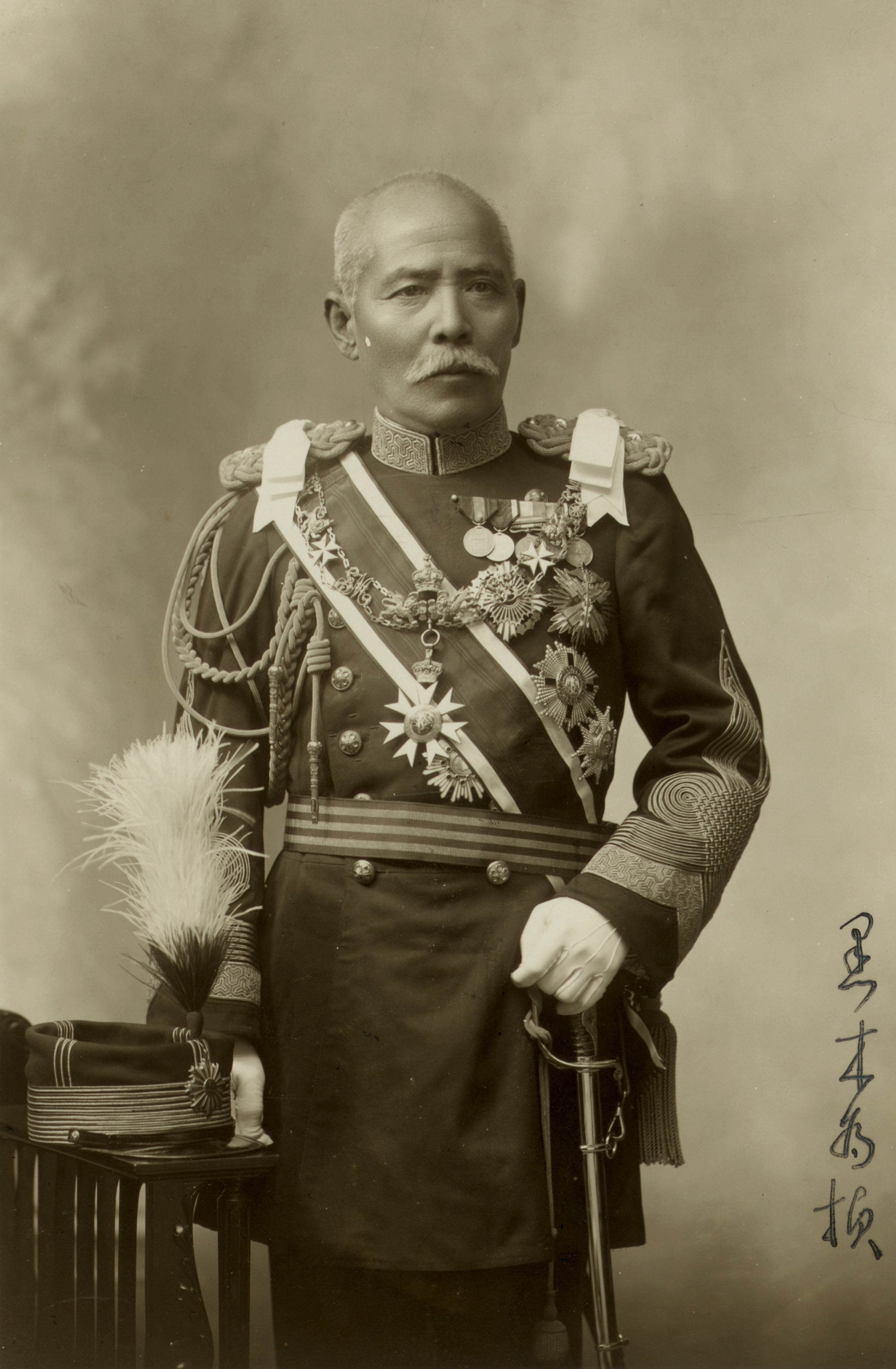
黒木為楨（1907年頃）

## 弟子
丸木に師事した人物に前川謙三（東京美術学校講師）や伊東末太郎（日本写真文化協会会長）がいる。